# Crocifissione (Guttuso)
Crocifissione è un dipinto a olio su tela di Renato Guttuso del 1941 esposto nella Galleria Nazionale d'Arte Moderna di Roma.

## Storia
L'opera esposta nel 1942 in occasione del Premio Bergamo, nel quale ottenne il secondo posto, si è subito segnalata per la sua forte carica espressiva, rivoluzionaria e, secondo la Chiesa cattolica anche eretica, soprattutto per la presenza della figura della Maddalena nuda; scelta quest'ultima che valse all'autore l'appellativo di "pictor diabolicus". 

## Descrizione
Guttuso, nella realizzazione dell'opera, cercò di discostarsi dalla precedente tradizione iconografica pensando addirittura, sulla scorta dell'opera di Pablo Picasso, di ambientare la scena in un interno. Scelse poi come ambientazione il Golgota tuttavia utilizzò uno schema spaziale del tutto nuovo con la disposizione delle tre croci non una di fianco all'altra ma in diagonale una dietro l'altra secondo uno schema simile a quello seguito da Rembrandt nel disegno Cristo in croce tra i due ladroni. La prospettiva ricorda certamente quella a cannocchiale di Tintoretto utilizzata ad esempio nell'Ultima Cena, ma appare in questo caso volutamente irreale per creare così un senso di straniamento ancora maggiore nell'osservatore.
Il volto di Cristo è nascosto dalla croce di uno dei due ladroni e possiamo solo immaginarne la smorfia di dolore. La pennellata presenta il tratto spesso e deciso tipico di Guttuso che unitamente ai colori accesi e dalle tinte pastello danno una forte carica espressiva ai corpi dei personaggi e all'opera stessa. La spigolosità delle figure, seppure tipica di Guttuso ricorda con forza quello di Rosso Fiorentino nella Deposizione di Volterra.
È chiara l'influenza del Guernica di Pablo Picasso, di pochi anni precedente, al quale sembra volere rendere omaggio con la figura del cavallo molto simile a quello dipinto in Guernica e forse anche liberamente ispirato a quello del Trionfo della Morte di Palermo. Questi riferimenti sono stati implicitamente confermati dallo stesso Guttuso nel Trionfo della guerra da lui stesso definito un omaggio a Palazzo Sclafani, Honoré Daumier, Rousseau, Franz Marc (I cavalli azzurri), Picasso e al bambino ebreo di Varsavia.
(R. Guttuso, "La crocifissione" al Premio Bergamo, in "Il Contemporaneo", aprile 1965)
.
È evidente il gusto per il dettaglio che emerge dai continui riferimenti ai Vangeli: un soldato tiene in una mano un'asta con in cima una spugna imbevuta di aceto e nell'altra delle pietre; le corde stesse con cui è legato uno dei ladroni sembrano quasi sfilacciate, dolorose, taglienti. L'intento di Guttuso in quest'opera e più in generale nella sua arte appare da una sua stessa frase: Una Crocifissione che sembri una natura morta e una natura morta che sembri una Crocifissione.
La Crocifissione deve essere il dramma di tutti gli esseri umani e in questo senso una scena comune. "Questo è tempo di guerra e di massacri: gas, forche, decapitazioni, voglio dipingere questo supplizio del Cristo come una scena di oggi. Non certo nel senso che Cristo muore ogni giorno sulla croce per i nostri peccati ma come simbolo di tutti coloro che subiscono oltraggio, carcere, supplizio per le loro idee." 
Lo stesso titolo Crocifissione, e non La Crocifissione, non è casuale, ma mette in evidenza come l'opera rappresenti non solo il dramma di Gesù ma quello di tutta l'umanità. Guttuso, infatti, pur rappresentando l'episodio evangelico, la Crocifissione per antonomasia, pone l'accento sull'universalità del dolore e sulla sua profonda attualità. È interessante a questo proposito osservare come le case sullo sfondo siano appena accennate, squadrate secondo lo stile cubista, e per la loro essenzialità di linee possano essere le case del tempo così quelle di tutti i giorni. Il paesaggio del resto non è certo quello del Golgota ma presenta delle asperità che ricordano piuttosto i luoghi della memoria di Guttuso, cioè la Sicilia.
Sciascia ha scritto che Guttuso " Qualunque cosa volle dipingere, dipinse sempre la Sicilia". Particolarmente indicativo è, a questo proposito, il ponte sullo sfondo. Non è un ponte romano ma il caratteristico ponte arabo-normanno a gobba d'asino, del quale sono presenti innumerevoli esempi in Sicilia, come il ponte chiaramontano sul fiume San Leonardo vicino Caccamo recentemente sommerso a causa dell'innalzamento delle acque dovuto a una diga.